# Бэнкс, Джимми
Джи́мми Бэнкс (англ. Jimmy Banks; 2 сентября 1964, Милуоки, Висконсин — 26 апреля 2019, Милуоки, Висконсин) — американский футболист и игрок в шоубол. Выступал за сборную США по футболу. Участник чемпионата мира по футболу 1990 года.

## Биография
Бэнкс начал играть в футбол в возрасте шести лет в рамках программы Армии спасения. Выступая за команду «Милуоки Баварианс», он впервые познакомился с будущим главным тренером сборной США Бобом Ганслером. Окончив старшую школу Кастера, поступил сначала в Висконсинский университет — Парксайд, а затем перевёлся в Висконсинский университет в Милуоки, где играл под руководством Ганслера. В 1999 году Висконсинский университет в Милуоки ввёл Бэнкса в свой зал спортивной славы.
В США в то время не было полноценной профессиональной футбольной лиги, и в 1987 году Бэнкс был задрафтован шоубольными командами «Канзас-Сити Кометс» из Высшей лиги футбола в помещениях и «Милуоки Уэйв» из Американской ассоциации футбола в помещениях. Он решил остаться в Милуоки и подписал контракт с «Уэйв», за который выступал с 1987 по 1993 год. В 1992 году был отобран на матч всех звёзд лиги. Был введён в зал славы «Милуоки Уэйв» в 2013 году.
За сборную США по футболу Бэнкс дебютировал 5 февраля 1986 года в товарищеском матче со сборной Канады. В общей сложности он провёл 36 игр за сборную. Принял участие в чемпионате мира 1990 в Италии, сыграв в двух матчах — против Италии и Австрии. Также участвовал в Панамериканских играх и Универсиаде 1987 года.
| Статистика | Статистика       | Статистика                                          | Статистика         | Статистика        | Статистика | Статистика                           |
| №          | Дата             | Место проведения                                    | Соперник           | Счёт              | Голы       | Соревнование                         |
| ---------- | ---------------- | --------------------------------------------------- | ------------------ | ----------------- | ---------- | ------------------------------------ |
| 1          | 5 февраля 1986   | «Оранж Боул», Майами, США                           | Канада             | 0:0               | —          | Турнир Майами                        |
| 2          | 8 июня 1987      | Сеул, Республика Корея                              | Египет             | 1:3               | —          | Кубок президента                     |
| 3          | 12 июня 1987     | «Пусан Кудок», Пусан, Республика Корея              | Республика Корея   | 0:1               | —          | Кубок президента                     |
| 4          | 16 июня 1987     | Чхонджу, Республика Корея                           | Таиланд            | 1:0               | —          | Кубок президента                     |
| —          | 9 августа 1987   | Индианаполис, США                                   | Тринидад и Тобаго  | 3:1               | —          | Панамериканские игры 1987            |
| —          | 12 августа 1987  | Индианаполис, США                                   | Сальвадор          | 0:0               | —          | Панамериканские игры 1987            |
| —          | 5 сентября 1987  | Фентон, США                                         | Тринидад и Тобаго  | 4:1               | —          | Предолимпийский турнир КОНКАКАФ 1988 |
| —          | 20 сентября 1987 | «Куинс Парк Овал», Порт-оф-Спейн, Тринидад и Тобаго | Тринидад и Тобаго  | 1:0               | —          | Предолимпийский турнир КОНКАКАФ 1988 |
| 5          | 14 мая 1988      | «Оранж Боул», Майами, США                           | Колумбия           | 0:2               | —          | Товарищеский матч                    |
| 6          | 5 июня 1988      | Фресно, США                                         | Чили               | 0:3               | —          | Товарищеский матч                    |
| 7          | 13 июля 1988     | «Ветеранс Мемориэл Стэдиум», Нью-Бритен, США        | Польша             | 0:2               | —          | Товарищеский матч                    |
| 8          | 4 июня 1989      | «Джайентс Стэдиум», Ист-Ратерфорд, США              | Перу               | 3:0               | —          | Товарищеский матч                    |
| 9          | 17 июня 1989     | «Ветеранс Мемориэл Стэдиум», Нью-Бритен, США        | Гватемала          | 2:1               | —          | Чемпионат наций КОНКАКАФ 1989        |
| 10         | 24 июня 1989     | «Оранж Боул», Майами, США                           | Колумбия           | 0:1               | —          | Товарищеский матч                    |
| 11         | 13 августа 1989  | «Лос-Анджелес Мемориэл Колизеум», Лос-Анджелес, США | Республика Корея   | 1:2               | —          | Товарищеский матч                    |
| 12         | 17 сентября 1989 | Национальный стадион, Тегусигальпа, Гондурас        | Сальвадор          | 1:0               | —          | Чемпионат наций КОНКАКАФ 1989        |
| 13         | 8 октября 1989   | «Матео Флорес», Гватемала, Гватемала                | Гватемала          | 0:0               | —          | Чемпионат наций КОНКАКАФ 1989        |
| 14         | 5 ноября 1989    | «Биг Арк Стэдиум», Сент-Луис, США                   | Сальвадор          | 0:0               | —          | Чемпионат наций КОНКАКАФ 1989        |
| 15         | 14 ноября 1989   | Коко-Бич, США                                       | Бермудские Острова | 2:1               | —          | Товарищеский матч                    |
| 16         | 2 февраля 1990   | «Оранж Боул», Майами, США                           | Коста-Рика         | 0:2               | —          | Турнир Майами                        |
| 17         | 4 февраля 1990   | «Оранж Боул», Майами, США                           | Колумбия           | 1:1 (8:9 по пен.) | —          | Турнир Майами                        |
| 18         | 13 февраля 1990  | Национальный стадион, Гамильтон, Бермудские Острова | Бермудские Острова | 1:0               | —          | Товарищеский матч                    |
| 19         | 24 февраля 1990  | «Стэнфорд Стэдиум», Пало-Алто, США                  | СССР               | 1:3               | —          | Товарищеский матч                    |
| 20         | 10 марта 1990    | Тампа, США                                          | Финляндия          | 2:1               | —          | Товарищеский матч                    |
| 21         | 20 марта 1990    | «Непштадион», Будапешт, Венгрия                     | Венгрия            | 0:2               | —          | Товарищеский матч                    |
| 22         | 28 марта 1990    | «Спортфорум», Восточный Берлин, ГДР                 | ГДР                | 2:3               | —          | Товарищеский матч                    |
| 23         | 22 апреля 1990   | «Оранж Боул», Майами, США                           | Колумбия           | 0:1               | —          | Товарищеский матч                    |
| 24         | 5 мая 1990       | Пискатауэй, США                                     | Мальта             | 1:0               | —          | Товарищеский матч                    |
| 25         | 9 мая 1990       | «Парк Стэдиум», Херши, США                          | Польша             | 3:1               | —          | Товарищеский матч                    |
| 26         | 30 мая 1990      | Эшен, Лихтенштейн                                   | Лихтенштейн        | 4:1               | —          | Товарищеский матч                    |
| 27         | 14 июня 1990     | «Стадио Олимпико», Рим, Италия                      | Италия             | 0:1               | —          | Чемпионат мира 1990                  |
| 28         | 19 июня 1990     | «Стадио Комунале», Флоренция, Италия                | Австрия            | 1:2               | —          | Чемпионат мира 1990                  |
| 29         | 15 сентября 1990 | Хай-Пойнт, США                                      | Тринидад и Тобаго  | 3:0               | —          | Товарищеский матч                    |
| 30         | 10 октября 1990  | Стадион Войска Польского, Варшава, Польша           | Польша             | 3:2               | —          | Товарищеский матч                    |
| —          | 17 октября 1990  | «Максимир», Загреб, Хорватия                        | Хорватия           | 1:2               | —          | Товарищеский матч                    |
| 31         | 18 ноября 1990   | Порт-оф-Спейн, Тринидад и Тобаго                    | Тринидад и Тобаго  | 0:0               | —          | Турнир Тринидада                     |
| 32         | 21 ноября 1990   | Порт-оф-Спейн, Тринидад и Тобаго                    | СССР               | 0:0               | —          | Турнир Тринидада                     |
| 33         | 19 декабря 1990  | «Мая», Мая, Португалия                              | Португалия         | 0:1               | —          | Товарищеский матч                    |
| 34         | 1 февраля 1991   | «Оранж Боул», Майами, США                           | Швейцария          | 0:1               | —          | Турнир Майами                        |
| 35         | 21 февраля 1991  | Национальный стадион, Гамильтон, Бермудские Острова | Бермудские Острова | 0:1               | —          | Товарищеский матч                    |
| 36         | 14 сентября 1991 | Хай-Пойнт, США                                      | Ямайка             | 1:0               | —          | Товарищеский матч                    |

В 1999 году Бэнкс стал главным тренером мужской футбольной команды Инженерной школы Милуоки, и занимал эту должность в течение 20 лет до своей смерти в 2019 году. Он оставался активным участником общественной жизни внутренних районов Милуоки, работал с неблагополучной молодёжью, организовывал футбольные лагеря для детей, стал соучредителем юношеской команды «Милуоки Симба».
Джимми Бэнкс скончался 26 апреля 2019 года после борьбы с раком желудка в возрасте 54 лет. У него было три сына — Деметриус (Ди), Джей Си и Джордан.
В начале 2022 года футбольный стадион старшей школы Кастера был переименован в честь Джимми Бэнкса.